# Хецзе
Хецзе (кит. спр. 菏泽市, піньїнь: Hézé Shì) — місто-округ в китайській провінції Шаньдун. 

## Географія
Округа Хецзе розташовується на південному заході провінції.

### Клімат
Місто знаходиться у зоні, котра характеризується вологим субтропічним кліматом. Найтепліший місяць — липень із середньою температурою 28.3 °C (83 °F). Найхолодніший місяць — січень, із середньою температурою -1.7 °С (29 °F).
| Клімат Хецзе            | Клімат Хецзе | Клімат Хецзе | Клімат Хецзе | Клімат Хецзе | Клімат Хецзе | Клімат Хецзе | Клімат Хецзе | Клімат Хецзе | Клімат Хецзе | Клімат Хецзе | Клімат Хецзе | Клімат Хецзе | Клімат Хецзе |
| Показник                | Січ.         | Лют.         | Бер.         | Квіт.        | Трав.        | Черв.        | Лип.         | Серп.        | Вер.         | Жовт.        | Лист.        | Груд.        | Рік          |
| Абсолютний максимум, °C | 15           | 22           | 28           | 32           | 37           | 41           | 38           | 37           | 32           | 31           | 22           | 17           | 41           |
| Середній максимум, °C   | 3            | 8            | 14           | 20           | 26           | 31           | 32           | 30           | 27           | 21           | 12           | 6            | 20           |
| Середня температура, °C | −1           | 2            | 8            | 14           | 19           | 25           | 27           | 26           | 21           | 15           | 7            | 1            | 14           |
| Середній мінімум, °C    | −6           | −3           | 2            | 8            | 13           | 20           | 23           | 22           | 16           | 10           | 2            | −3           | 8            |
| Абсолютний мінімум, °C  | −17          | −15          | −11          | −3           | 3            | 7            | 13           | 16           | 7            | 0            | −7           | −12          | −17          |
| Вологість повітря, %    | 61           | 60           | 61           | 60           | 61           | 62           | 79           | 80           | 71           | 68           | 75           | 74           | 68           |
| ----------------------- | ------------ | ------------ | ------------ | ------------ | ------------ | ------------ | ------------ | ------------ | ------------ | ------------ | ------------ | ------------ | ------------ |
| Джерело: Weatherbase    |              |              |              |              |              |              |              |              |              |              |              |              |              |

## Адміністративний поділ
Префектура поділяється на 2 міські райони та 7 повітів:
| Карта                                                      | Карта     | Карта    | Карта            |
| ---------------------------------------------------------- | --------- | -------- | ---------------- |
| Дунмін Цзюаньчен Мудань Дінтао Цао Юньчен Цзюйє Чен'у Шань |           |          |                  |
| Статус                                                     | Назва     | Оригінал | Населення (2020) |
| Район                                                      | Дінтао    | 定陶区   | 630 000          |
| Район                                                      | Мудань    | 牡丹区   | 1 600 000        |
| Повіт                                                      | Дунмін    | 东明县   | 760 956          |
| Повіт                                                      | Цао       | 曹县     | 1 384 282        |
| Повіт                                                      | Цзюаньчен | 鄄城县   | 747 972          |
| Повіт                                                      | Цзюйє     | 巨野县   | 923 923          |
| Повіт                                                      | Чен'у     | 成武县   | 595 159          |
| Повіт                                                      | Шань      | 单县     | 1 026 555        |
| Повіт                                                      | Юньчен    | 郓城县   | 1 120 854        |